# Gallo Ciego
Gallo Ciego (ang. blind rooster, zabawa w chowanego) – tango argentyńskie napisane oryginalnie przez pioniera tanga Agustina Bardi. 
Tytuł jest zapożyczony z nazwy gallito ciego – dziecięcej gry z roku 1910 podobnej do zabawy w chowanego. Analogia niewidomego koguta wywodzi się z popularnej wtedy walki kogutów, kiedy jeden z nich zostawał oślepiony w czasie walki przez drugiego. Sędziowie w takiej sytuacji przerywali walkę i wsadzali oba koguty do drewnianego pudła, gdzie w ciemności walczyły dalej, aż jeden z nich zwyciężył, najczęściej zadziobując drugiego na śmierć. 
Tango Gallo Ciego opowiada historię samotnego koguta, być może metaforę mężczyzny.  Gallo Ciego było ulubionym utworem Pugliese, które je uwspółcześnił.